# 위키낱말사전
위키낱말사전(영어: Wiktionary)은 위키백과의 자매 프로젝트로, 공개된 위키 형식으로 다언어 사전을 만드는 것을 목표로 한다. 최종 목표는 "모든 언어의 모든 낱말을 정의하는 것"이다.
대니얼 올스턴(Daniel Alston)과 몇몇을 포함한 위키백과 사용자들이 현재의 모양새를 갖춘 프로젝트를 처음 출범시켰다.

## 역사
위키낱말사전 프로젝트는 2002년 12월 12일 시작되었고, 2002년 12월 26일 공식 주소를 얻어, 2003년 6월 20일 위키미디어 재단의 일원이 되었다.
2016년 2월, 한국어 위키낱말사전은 20번째로 표제어 수가 많은 위키낱말사전이었으나 2018년 7월, 21번째로 표제어 수가 많은 위키낱말사전이 되었다.

## 같이 보기
- 위키백과:자매 프로젝트
- 위키백과:넘겨주기 문서
- 도움말:위키낱말사전으로 넘겨주기 문서